# Franz Ehrhardt

Franz Ehrhardt

Franz Ferdinand Ehrhardt (* 15. Juli 1880 in Fuhrbach; † 6. Juli 1956 in Köln-Deutz) war ein deutscher Politiker (Zentrum, CDU).

## Leben und Beruf
Nach dem Besuch der Volksschule in Fuhrbach absolvierte Ehrhardt von 1894 bis 1897 eine Maurerlehre in Hannover. Nachdem er zunächst in seinem erlernten Beruf gearbeitet hatte, war er seit 1905 Gewerkschaftssekretär beim Zentralverband christlicher Bauarbeiter. Am Ersten Weltkrieg nahm er bis 1917 als Unteroffizier teil. Von Anfang 1918 bis zur Novemberrevolution war er Redner der Aufklärungsabteilung Preußen des Kriegsernährungsamtes. Er schrieb für verschiedene christliche Gewerkschaftsblätter und dem Zentrum nahestehende Tageszeitungen. Ab 1919 war er Vorsitzender der AOK in Kattowitz. Nach dem Zweiten Weltkrieg kam er als Heimatvertriebener nach Niedersachsen zurück.
Ehrhardt war er von 1920 bis 1922 Generalsekretär der Oberschlesischen Zentrumspartei. Im Anschluss an diese Tätigkeit bis April 1926 war er Mitarbeiter der Oberschlesischen Volksstimme und anderer Zeitungen. Im April 1926 bis 1933 war er Landesrat bei der Provinz Oberschlesien in Ratibor. Nach der „Machtergreifung“ im Jahr 1933 wurde er aus allen Ämtem entlassen, da er als politisch unzuverlässig eingestuft wurde. Von 1933 bis Januar 1945 war er als Direktor eines Versicherungsunternehmens beschäftigt. Im Jahr 1944 saß er einen Monat im Zuchthaus Ratibor aus politischen Gründen ein.

## Partei
Bereits im Kaiserreich und später in der Weimarer Republik gehörte Ehrhardt dem Zentrum an. 1945 beteiligte er sich an der Gründung der CDU.

## Abgeordneter
Ehrhardt war von 1907 bis 1919 Stadtverordneter in Kattowitz. 1919/20 gehörte er der Weimarer Nationalversammlung an. Anschließend war er bis 1933 Reichstagsabgeordneter. Zudem war er Mitglied des Oberschlesischen Provinziallandtages zwischen 1922 und 1933. Vom 20. April 1947 bis zum 30. April 1951 war er Landtagsabgeordneter in der 1. Wahlperiode des Niedersächsischen Landtages. Seit dem 28. März 1951 gehörte er dabei der DP/CDU-Fraktion an.